# Phụ Hảo
Phụ Hảo (giản thể: 妇好; phồn thể; 婦好; bính âm: Fù Hǎo) (? - 1200 TCN), tên Hảo hoặc họ Hảo (tức Hảo Tử) còn được gọi là Phụ Hiếu, miếu hiệu Mậu Tân, là vương hậu của vua Vũ Đinh nhà Thương.
Bà là nữ tướng, nữ chính trị gia đầu tiên được ghi chép thành văn khắc trên đồ đồng xanh sớm nhất trong lịch sử Trung Quốc.

## Tiểu sử
Vũ Đinh là một quốc vương nổi tiếng cuối đời Thương. Ông lên ngôi liền lập chí phục hưng lại triều Thương, "sửa sang chính sự, tu sửa đức hạnh" hết lòng trị nước. ông không có tư tưởng dòng dõi và tư tưởng trọng nam kinh nữ, đã dùng Phó Thuyết, người xuất thân hàn vi nhưng có tài năng, làm tướng, để cho vợ mình Phụ Hảo chỉ huy đại quân của Triều Thương, thực hành văn trị võ công. Kết quả làm cho "nước Ân thịnh trị", trở thành một trong những nước chư hầu lớn mạnh nhất trong lịch sử. Ông còn xây dựng tam sư (hữu, trung, tả), lấy sư là đơn vị lớn nhất, làm cho quân đội triều Thương ngoài quân trưng tập theo chế độ lâm thời còn có quân đội thường trực.
Tư liệu về Phụ Hảo rất ít, chỉ biết rằng Vũ Đinh thông qua việc kết hôn với phụ nữ các bộ lạc lân cận để có được sự tin tưởng của họ, Phụ Hảo thông qua việc kết hôn chính trị mà bước vào gia đình quý tộc vả lại còn sử dụng xuất thân từ xã hội nô lệ bán mẫu hệ để nâng cao địa vị xã hội của mình. Bà được giới học giả hiện đại biết đến chủ yếu dựa vào lời đề từ Giáp cốt văn triều Thương ở Ân Khư.

## Ghi chép lịch sử
Theo những tư liệu có liên quan trong văn giáp cốt cho biết thì Phụ Hảo là một tướng lĩnh rất có tài năng, nắm đại quyền về quân sự, chinh nam phạt bắc, tiếng tăm vang dội. Trong những cuộc chiến tranh Vũ Đinh tiến hành nhằm chống lại sự quấy nhiễu của các bộ tộc, quốc gia xung quanh, có lúc Phụ Hảo làm tướng tiên phong, có lúc một mình thống lĩnh đại quân. Trong cuộc chiến chống Khương Phương, bà đã chiêu mộ một vạn ba ngàn quân, tự mình mình thống soái chỉ huy, vào thời đại bấy giờ một vạn ba ngàn quân một hành động quân sự đại quy mô.
Bà còn tham gia chỉ huy chiến đấu những trận đánh lớn với Thổ Phương, Ba Phương, Đông Di. Trong trận đánh với Ba Phương, bà đã dẫn quân bày trận mai phục, chờ quân của Vũ Đinh dánh đuổi Ba Phương vào trong vòng mai phục, lập tức xông ra tấn công tiêu diệt, lập được chiến công lẫy lừng, là trận phục kích được ghi chép sớm nhất trong lịch sử Trung Quốc. Thông qua các loại binh khí đã được khai quật nhiều lần (bao gồm một cái rìu chiến tốt nhất, đào được ở mộ phần của bà) cùng văn vật được xác nhận.
Phụ Hảo rất được Vũ Đinh yêu mến, chiều chuộng, sách phong cho bà đất phong ở gần triều đình, thậm chí căn cứ vào ghi chép trong Giáp cốt văn thì Vũ Đinh còn cho tiến hành bói toán, để đoán xem bào thai mà Phụ Hảo đang mang là nam hay là nữ. Ngoài ra bà còn thực hiện việc chủ trì các hoạt động tế tự quan trọng, như chủ trì việc cúng tế tổ tiên, thần thánh, đất, trời... Phụ Hảo mất khi Vũ Đinh còn sống, hưởng dương 33 tuổi.

## Khảo cổ
Năm 1976, các nhà khảo cổ học đã phát hiện mộ táng bà tại phía tây bắc thôn Tiểu Đồn, huyện An Dương, tỉnh Hà Nam, vật tùy táng trong mộ Phụ Hảo phong phú tinh xảo, đào được tổng cộng 1928 hiện vật, bao gồm đồ vật dùng bằng đồng, ngọc đá, gốm, xương, ngà, mã não, pha lê, trong đó vật dùng bằng đồng có tới 468 cái, có hơn 130 món binh khí, bao gồm thanh đại đồng phủ nặng hơn 9 kg, ngoài ra trong mộ còn có 16 thi thể khác (có cả trẻ em), có lẽ là nô lệ bị tuẫn táng theo bà.
Thi thể của bà được chôn trong một quan tài bằng gỗ quét sơn thô, đến bây giờ mới được phép mở cửa cho công chúng tham quan.